# (19585) Zachopkins
(19585) Zachopkins (1999 NU7) – planetoida z grupy pasa głównego asteroid okrążająca Słońce w ciągu 5,47 lat w średniej odległości 3,1 j.a. Odkryta 13 lipca 1999 roku.